# کریشناکومار ناتاراجان
کریشناکومار ناتاراجان (انگلیسی: Krishnakumar Natarajan؛ زادهٔ) مدیر اجرایی و کارآفرین اهل هند است، که در سال ۱۹۹۹ شرکت مایندتری را تأسیس کرد.